# Esadecanale deidrogenasi (acilante)
La esadecanale deidrogenasi (acilante) è un enzima appartenente alla classe delle ossidoreduttasi, che catalizza la seguente reazione:
esadecanale + CoA + NAD+ ⇄ esadecanoil-CoA + NADH + H+
L'enzima agisce, sebbene più lentamente, anche sull'ottadecanoil-CoA.